# Фёдоров, Сергей Васильевич
Серге́й Васи́льевич Фёдоров (10 декабря 1924, Павловка, Тульская губерния — 13 августа 1969, Павловка, Тульская область, СССР) — советский хозяйственный деятель, участник Великой Отечественной войны. Герой Социалистического Труда (1957). Полный кавалер Ордена Славы (1944, 1945, 1946).

## Биография
Родился 10 декабря 1924 года в селе Павловка (ныне — в Богородицком районе Тульской области) в крестьянской семье. Закончил 7 классов школы, после чего работал в соседнем селе Товарково.
В 1942 году был призван в Красную Армию. На полях сражений Великой Отечественной войны с августа 1943 года. Начал войну разведчиком взвода конной разведки 13-й гвардейской кавалерийской дивизии 6-го гвардейского кавалерийского корпуса, 1-й гвардейской конно-механизированной группы.
2 февраля 1944 года гвардии младший сержант Сергей Фёдоров в составе группы бойцов проник в расположение противника в районе посёлка Цумань для проведения разведки боем. В схватке с противником разведчик-кавалерист уничтожил пять солдат и вместе с бойцами захватил в плен пятерых. За мужество и отвагу, проявленные в боях, 26 февраля 1944 года гвардии младший сержант Фёдоров Сергей Васильевич награждён орденом Славы 3-й степени (№ 11153).
Помощник командира взвода разведывательного эскадрона (13-я гвардейская кавалерийская дивизия, 6-й гвардейский кавалерийский корпус, 1-я гвардейская конно-механизированная группа, 2-й Украинский фронт) С. В. Фёдоров вместе с разведчиками в ночь на 28 декабря 1944 года ликвидировал пробравшуюся в тыл советских войск группу диверсантов противника в районе польского населённого пункта Плоштовцы. В этом бою Сергей Фёдоров подавил пулемёт и поразил до десяти солдат противника. За мужество и отвагу, проявленные в боях, 20 февраля 1945 года гвардии младший сержант Фёдоров Сергей Васильевич награждён орденом Славы 2-й степени (№ 13372).
Командир отделения разведывательного эскадрона С. В. Фёдоров в составе конного разъезда 26 апреля 1945 года проник в расположение противника в районе чехословацкого города Брно (ныне Чехия). Группа советских бойцов была обнаружена противником. В завязавшемся бою Сергей Фёдоров уничтожил около десятка врагов, и, прикрывая отход группы, подбил бронетранспортёр. Указом Президиума Верховного Совета СССР от 15 мая 1946 года «за образцовое выполнение заданий командования в боях с немецко-фашистскими захватчиками» гвардии младший сержант Фёдоров Сергей Васильевич награждён орденом Славы 1-й степени (№ 1850), став полным кавалером ордена Славы.
В 1945 году гвардии старшина С. В. Фёдоров демобилизован. Работал в Государственном банке СССР. После вернулся на родину, был назначен на должность председателя колхоза в Богородицком районе Тульской области. Член КПСС с 1952 года.
Указом Президиума Верховного Совета СССР от 27 декабря 1957 года за выдающиеся успехи, достигнутые в развитии сельскохозяйственного производства, председателю колхоза Фёдорову Сергею Васильевичу присвоено звание Героя Социалистического Труда с вручением ордена Ленина и золотой медали «Серп и Молот».
Умер 13 августа 1969 года.

## Награды и звания
- Герой Социалистического Труда (27 декабря 1957)
- орден Ленина
- орден Отечественной войны II степени
- орден Красной Звезды
- орден Славы I степени (15 мая 1946)
- орден Славы II степени (20 февраля 1945)
- орден Славы III степени (26 февраля 1944)
- медали.

## Память
Мемориальная доска с именем Фёдорова есть на стеле Героев в городе Богородицке.